# جيوفاني الرابع، ماركيز مونفيراتو
جيوفاني الرابع باليولوج (الإيطالية:Giovanni IV Paleologo؛ 24 يونيو 1413 - 19 يناير 1463)؛ كان ماركيز مونفيراتو منذ 1445 حتى وفاته.
ولد بالقرب من كازالي في قلعة بونتيستورا فهو الابن البكر لجيوفاني جياكومو وجوانا ابنة أميديو السابع كونت سافوي الكونت الأحمر، خلال حروب والده ضد أميديو الثامن، دوق سافوي سجن هذا الأخير وجعله كرهينة.
حارب بكونه كوندوتييرو لـ جمهورية البندقية خلال الحرب التي تلت وفاة وريث فيليبو ماريا فيسكونتي دي ميلانو (انظر: الحروب اللومباردية)؛ وأيضا خلال عهده فقد أقربائه في الشرق عرش القسطنطينية التي استولت عليها الأتراك العثمانيين منذ 1453.
مما كان عليه البحث عن الزوجة لضمان مستقبل العائلة، فتزوج من مارغريت ابنة الكبرى لـ لودوفيكو دوق سافوي وآن القبرصية في ديسمبر 1458، لم تنجب له سوى ابنة واحدة إيلينا مارغريتا تزوجت لاحقاً من فيكتور دي بوديبراد، دوق مونستيربيرغ؛ ولديه أيضا ابنين غير شرعيين.
ومع وفاته في 1464 دون ورثة شرعيين من الذكور، خلفه شقيقه ويليام الثامن.